# Бург, Уолтер Лиат де
Уолтер Лиат де Бург (англ. Walter Liat de Burgh; умер в феврале 1332, Нортбург, Ольстер, Лордство Ирландия) — англо-ирландский аристократ из рода де Бургов. Потерпел поражение в войне со своим кузеном Уильямом де Бургом, 3-м графом Ольстером, и умер в тюрьме. Позже группа заговорщиков отомстила за него, убив графа. Эти события стали толчком к началу «Гражданской войны Бургов».

## Биография
Уолтер принадлежал к младшей ветви самой могущественной семьи Ирландии, которой принадлежали обширные земельные владения в Ольстере, Манстере и Коннахте, титулы графов Ольстер и баронов Коннахт. Он был сыном Уильяма Лиата де Бурга и внучатым племянником 1-го графа Ольстера. Первое упоминание об Уолтере относится к 1326 году: именно он и его троюродный брат Эдмунд де Бург были назначены после смерти 2-го графа хранителями мира в землях де Бургов и опекунами юного 3-го графа Уильяма. Последний вскоре вступил в свои права. В 1330 году между ним и Уолтером началась открытая война, связанная с тем, что двое де Бургов поддерживали разных ирландских вождей в Коннахте. Уолтер был разбит, попал в плен вместе с двумя братьями и оказался в заточении в замке Нортбург. В феврале 1332 года он там умер; хронисты сообщают, что его уморили голодом по приказу графа.
Сестра Уолтера Джилл, жена Ричарда де Мандевиля, решила отомстить за брата. Её муж возглавил заговор и 6 июня 1333 года напал на 3-го графа Ольстера во главе группы вооружённых людей. Граф был убит. Вследствие этих событий Ирландию охватила гражданская война, известная как «Война Бургов», и англичане на 200 лет потеряли контроль над Коннахтом.
Уолтер де Бург был женат на женщине по имени Маргарет (о её происхождении ничего не известно). В этом браке родилась дочь Матильда (Мод), жена Уильяма Дарси. Маргарет после смерти мужа вышла замуж во второй раз — за Аэдха О’Конхобайра, короля Коннахта.